# Cape Breton Regional Municipality
Cape Breton Regional Municipality är en regionalkommun på Kap Bretonön i Nova Scotia i Kanada. Folkmängden uppgick 2021 till 93 694.
Kommunen skapades den 1 augusti 1995, genom en sammanslagning av Municipality of the County of Cape Breton och städerna Sydney, Glace Bay, Sydney Mines, New Waterford, North Sydney, Dominion samt Louisbourg.